# Мистер Ти
Ло́ренс Тьюро́ (Laurence Tureaud; известный по сценическому псевдониму как Мистер Ти (англ. Mr. T) род. 21 мая 1952, Чикаго, Иллинойс, США) — американский актёр и рестлер. Наиболее популярные роли в телесериале «Команда „А“» (англ. The A-Team) и голливудском кинофильме «Рокки 3» (англ. Rocky III). Дважды удостоился титула «Лучший вышибала Америки». Согласно «строго ненаучному опросу» Би-би-си, Мистера Ти считают одним из людей, оказавших наибольшее влияние на американскую историю (занял 5 место, после Гомера Симпсона, Авраама Линкольна, Мартина Лютера Кинга и Томаса Джефферсона).

## Биография

### Детство и юность
Мистер Ти родился в одном из неблагополучных и криминальных кварталов Чикаго, штат Иллинойс. В семье воспитывались 12 детей (5 мальчиков и 7 девочек), Лоренс был самым младшим. Когда Лоренсу исполнилось 5 лет, его отец ушёл из семьи. Матери пришлось воспитывать всех детей в трёхкомнатной квартире в одиночку, причём умудряясь прокормить 12 детей на весьма нищенское пособие — 87 долларов в месяц.
Старшие братья посоветовали Лоренсу пойти на единоборства, чтобы научиться защищать себя. Он так и сделал. В школе отличался хорошим поведением, учился средне. Вспоминая самого себя в детстве, Мистер Ти говорил, что в классе «любил глазеть в окно, много мечтал». При этом обладал фотографической памятью, поэтому слишком много времени за книгами не проводил. Мать, которая, как уже упоминалось выше, самостоятельно растила детей, оказала в юности большое влияние на Лоренса и, будучи набожной женщиной, пыталась вбить ему в голову основные моральные принципы. Позже, Мистер Ти любил повторять такую фразу: «Тот, кто не любит свою мать — не может быть моим другом». Боясь огорчить маму, в случае попадания в тюрьму, Лоренс старался держаться подальше от криминала, и небезуспешно.

### Институтские годы и служба в армии
Во время обучения в Dunbar High School он занимался борьбой, играл в американский футбол и практиковался в боевых искусствах. Трижды становился чемпионом города по рестлингу. Выиграл путёвку в футбольную команду одного из техасских ВУЗов, но через год бросил это дело. Занимался в разных спортивных колледжах Чикаго. После учёбы отправился в армию, где служил в отделении военной полиции. Участвовал в отборе для профессионального футбольного клуба Green Bay Packers.

### Карьера вышибалы и телохранителя
После демобилизации Лоренс устроился вышибалой. Именно на этом поприще он придумал себе псевдоним — Мистер Ти. Вскоре, появились и непременные атрибуты — на шее мускулистого чернокожего появились золотые цепи с бриллиантами, на руках — дорогие браслеты. Эти украшения Мистер Ти нигде не покупал, а просто либо забирал у клиентов-буянов, либо попросту подбирал забытые драгоценности в клубе. За время работы в качестве охранника Ти собрал огромную ювелирную коллекцию и заслужил славу непробиваемого вышибалы (люди, попавшие в его чёрный список, уже никогда не попадали в заведение).
Следующий этап карьеры Мистера Ти — охрана знаменитостей. На протяжении десяти лет он был личным телохранителем таких звёзд мировой величины, как Мохаммед Али, Майкл Джексон, Джо Фрейзер, Дайана Росс, Леон Спинкс.
Мистер Ти стал носить свою знаменитую причёску — полоску волос на голове (так обычно выглядят воины племени Мандинка), чтобы подчеркнуть свои африканские корни. Ти считал, что его ирокез гораздо лучше выражает его суть, чем золотые цепи, браслеты и кольца. К тому моменту его коллекция драгоценных изделий уже оценивалась в 300 тысяч долларов, а самому Ти приходилось целый час надевать их на себя. К тому же золото необходимо было поддерживать в чистоте, и хозяин ночами полировал ювелирные украшения специальным прибором.

### Карьера в кино, на телевидении и в шоу-бизнесе
В 1980 году Мистера Ти заметил Сильвестр Сталлоне. Ти участвовал в телепрограмме на канале NBC, где выбирали самого лучшего вышибалу страны. Сталлоне пригласил темнокожего богатыря в кино: в 1982 году Мистер Ти снялся в блистательной роли профессионального боксёра-тяжеловеса Джеймса Клаббера Лэнга, противника Рокки Бальбоа в фильме «Рокки 3». Спустя год он начал сниматься в популярном телесериале «Команда „А“» (было выпущено 5 сезонов). Параллельно сыграл несколько ролей в других кинофильмах. В 1983 году также канале NBC вышла серия из 30 мультфильмов, которые так и назывались «Мистер Ти» (англ. Mr. T). В них Мистер Ти был владельцем спортклуба и тренировал атлетов, а те в свою очередь помогали ему бороться с криминалом и раскрывать преступления.
В 1984 году Мистер Ти выпустил видеофильм «Будь кем-то… либо будь чьим-то шутом!» (англ. Be Somebody… or Be Somebody’s Fool!), который был направлен на прививание детям самостоятельности, веры в себя, в свои силы и проч., рассказывал о модных тенденциях, культуре общения и т. д. В этом 60-минутном видео Мистер Ти исполнил пару композиций, в том числе в стиле рэп. В том же году выпустил собственный рэперский альбом Mr. T’s Commandments.
В 1985—1986 и 1994—1995 годах участвовал в соревнованиях профессиональных рестлеров в промоушене WWF. Выступал с такими звёздами на самой первой WrestleMania I как Халк Хоган, Пол Орндорфф и Родди Пайпер (последний весьма недолюбливал Ти, считая его киноактёром, не имеющим к рестлингу никакого отношения).
С 1988 по 1990 год Мистер Ти снимался в телесериале T. and T., затем принимал участие ещё в нескольких ТВ-проектах.

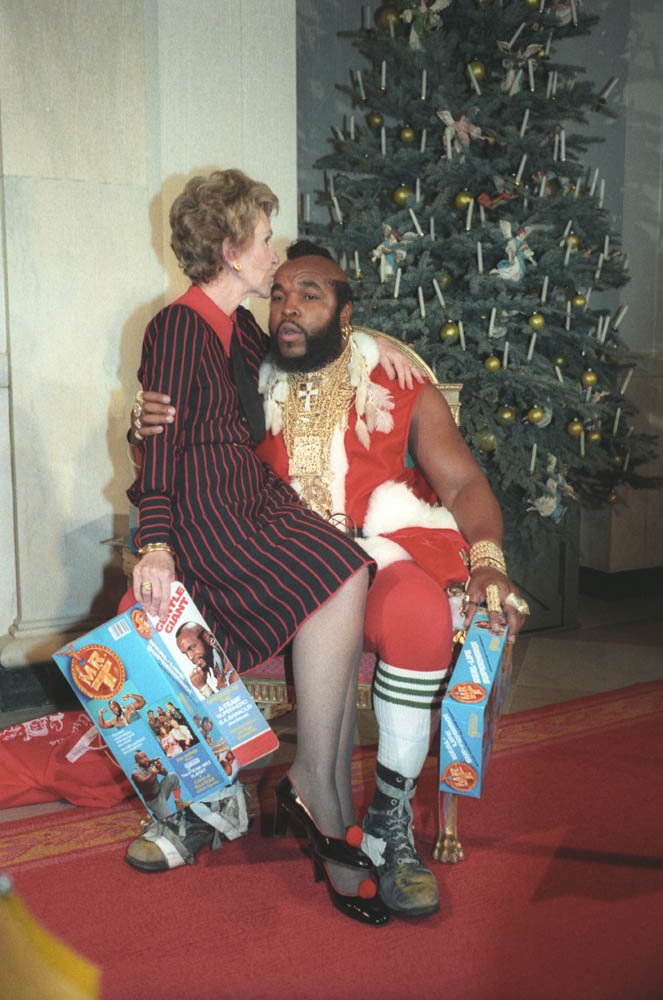
Мистер Ти в образе Санта Клауса в Белом доме с первой леди Нэнси Рейган в 1983 году.

## Фильмография
- 1982 — «Тюряга 2» (англ. Penitentiary II) играет самого себя.
- 1982 — «Рокки 3» (англ. Rocky III) в роли Джеймса Клаббера Лэнга.
- 1982 — «Влюблённые молодые врачи» (англ. Young Doctors in Love).
- 1982 — «Сумеречный театр» (англ. Twilight Theatre).
- 1983-1987 — «Команда „А“» (англ. The A-Team) в роли сержанта Боско «Би Эй» Баракуса.
- 1983 — «Ди. Си. Кэб» (англ. D.C.Cab) в роли Самсона.
- 1983 — «Мистер Ти» (англ. Mister T) играет самого себя.
- 1984 — «Самый крутой человек в мире» (англ. The Toughest Man in the World) в роли Брюса Брубейкера.
- 1984 — «Будь кем-то… либо будь чьим-то шутом!» (англ. Be Somebody… or Be Somebody’s Fool!) в роли Мистера Ти.
- 1984, 1985, 1986, 1988 — «WWF суперзвёзды рестлинга» (англ. WWF Superstars of Wrestling) играет самого себя.
- 1985 — «Рестлмания» (англ. WrestlMania) играет самого себя.
- 1986 — «Рестлмания 2» (англ. WrestlMania 2) играет самого себя.
- 1988 — «Ти и Ти» (англ. T. And T.) в роли Тёрнера.
- 1993 — «Уроды» (англ. Freaked) в роли Бородатой Леди.
- 1993 — «Ужасные громоящерицы» (англ. The Terrible Thunderlizards) в роли Ти-Рекса.
- 1994 — «Расцвет» (англ. Blossom) играет самого себя.
- 1994 — «Волшебство золотого медведя» (англ. Magic of the Golden Bear: Goldy III).
- 1995 — «Дети против преступности» (англ. Kids Against Crime) играет самого себя.
- 1996 — «Шпионить тяжело, но достойно» (или «Неистребимый шпион») (англ. Spy Hard) в роли пилота вертолёта.
- 1999 — «Инспектор Гаджет» (англ. Inspector Gadget) играет самого себя.
- 2001 — «Недетское кино» (англ. Not Another Teen Movie) в роли мудрого уборщика.
- 2004 — «Симпсоны» (англ. The Simpsons) озвучил самого себя.
- 2009 — «Облачно, возможны осадки в виде фрикаделек» (англ. Cloudy with a chance of meatballs) озвучил полицейского Эрла.
- 2024 — «Слай Сталлоне» (англ. Sly) В роли самого себя, хроника, в титрах не указан.